# Leposoma ioanna
Leposoma ioanna là một loài thằn lằn trong họ Gymnophthalmidae. Loài này được Uzzell & Barry mô tả khoa học đầu tiên năm 1971.